# كيلي غاريت
كيلي غاريت (بالإنجليزية: Kelly Garrett)‏ هي ممثلة أمريكية، ولدت في 25 مارس 1944 في تشيستر في الولايات المتحدة، وتوفيت في 7 أغسطس 2013 في ألباكركي في الولايات المتحدة. من الجوائز التي نالتها جائزة المسرح العالمي سنة 1973.

## جوائز
- جائزة المسرح العالمي (1973)

## وصلات خارجية
- كيلي غاريت على موقع IMDb (الإنجليزية)
- كيلي غاريت على موقع ميوزك برينز (الإنجليزية)
- كيلي غاريت على موقع قاعدة بيانات برودواي على الإنترنت (الإنجليزية)